# Torymus kovaci
Torymus kovaci är en stekelart som beskrevs av T.C. Narendran och Girish Kumar 2005. Torymus kovaci ingår i släktet Torymus och familjen gallglanssteklar. Inga underarter finns listade i Catalogue of Life.